# Stellan Skarsgård
Stellan John Skarsgård (født 13. juni 1951 i Göteborg) er en internationalt kendt svensk skuespiller. Han startede i 1968 som ung skuespiller i Sverige i tv-serien Bombi Bitt och jag. Stellan Skarsgård slog for alvor igennem som den undertrykte dreng i Hans Alfredsons Den enfoldige morder, der til tonerne af Verdis requiem og bistået af tre engle gennemfører et blodigt hævntogt mod sin udbytter. Siden har hans internationale karriere vist ham som en alsidig karakterskuespiller. Stellans ene søn, Alexander Skarsgård, spillede bl.a. Eric Northman i HBO-serien True Blood. Hans sønner Gustaf, Bill og Valter Skarsgård er ligeledes gået i deres fars fodspor.

## Børnene fra første ægteskab
I sit første ægteskab med lægen My Skarsgård (1975-2007) fik han seks børn
Alexander Skarsgård (født 1976) er den ældste søn og har markeret sig med roller i True Blood, Succession og Big Little Lies, hvor han vandt både Emmy og Golden Globe.
Gustaf Skarsgård (født 1980) er kendt for sine roller i Vikings som Floki og i Westworld. Han har også medvirket i Oppenheimer. Han har en datter med Caroline Sjöström.
Sam Skarsgård (født 1982) valgte en anden vej end skuespillet og arbejder som læge.
Bill Skarsgård (født 1990) har gjort sig bemærket i Hollywood med roller i blandt andet The Crow og It.
Eija Skarsgård (født 1992) er familiens eneste datter. Hun har arbejdet som model og natklubmanager. Hun blev gift med Zeke Tastas i 2019.
Valter Skarsgård (født 1995) er den yngste fra første ægteskab og har spillet med i flere svenske produktioner samt internationale film som Lords of Chaos.

## Børnene fra andet ægteskab
Med sin nuværende kone, Megan Everett (gift 2009), har Stellan to sønner
Ossian Skarsgård (født 2009) har allerede debuteret som skuespiller i filmen Bränn Alla Mina Brev sammen med sin storebror Bill
Kolbjörn Skarsgård (født 2012) er familiens yngste medlem og har ligesom sin bror også prøvet kræfter med skuespillet i Netflix-serien Clark
Stellan har selv udtalt, at han efter otte børn valgte at få foretaget en vasektomi, da han mente, at det var nok.

## Udvalgte film
- Den enfoldige morder (1982)
- Falsk som vand (1985)
- Hip Hip Hurra! (1987)
- Tilværelsens ulidelige lethed (1988)
- Kodenavn Coq Rouge (1989)
- Jagten på Røde Oktober (1990)
- Sidste dans (1994)
- Breaking the Waves (1996)
- Riget II (1997)
- Amistad (1997)
- Good Will Hunting (1997)
- Insomnia (1997)
- Ronin (1998)
- Deep Blue Sea (1999)
- Dancer in the Dark (2000)
- King Arthur (2004)
- Pirates of the Caribbean: Død mands kiste (2006)
- Goya's Ghosts (2006)
- Pirates of the Caribbean: Ved verdens ende (2007)
- Arn - Tempelridderen (2007)
- Mamma Mia! – The Movie (2008)
- Engle og Dæmoner (2009)
- Thor (2011)
- The Avengers (2012)
- Thor: The Dark World (2013)
- Kraftidioten (2014)
- Eventyret om Askepot (2015)
- Avengers: Age of Ultron (2015)
- Dune (2021)

## Tv-serier og -teater
- Bombi Bitt och jag (1968)
- Skärp dig, älskling! (1981)
- Farmor och vår herre (1983)
- August Strindberg ett liv (1985)
- Förhöret (tv-teater) (1989)
- Vildanden (tv-teater) (1989)
- Bossen og bumsen (svensk)
- Chernobyl (2019)